# Mike Tyson Mysteries
Mike Tyson Mysteries è una serie televisiva animata statunitense del 2014, creata da Mike Tyson, Hugh Davidson e Lee Stimmel. 
La serie è stata trasmessa per la prima volta negli Stati Uniti su Adult Swim dal 27 ottobre 2014 al 16 febbraio 2020, per un totale di 70 episodi ripartiti su quattro stagioni.

## Trama
La serie segue le disavventure del pugile e attore Mike Tyson, il fantasma del marchese di Queensberry, la figlia adottiva di Tyson e un piccione parlante alcolizzato, mentre risolvono misteri in tutto il mondo.

## Curiosità
L'ex rugbista ora protagonista di "Sport Crime" Luca Tramontin ha dichiarato a Globetodays.com che Mike Tyson Mysteries è "comico, analitico, umano, sboccato, istruttivo e trasgressivo come Sport Crime, affronta temi come l’eutanasia, i sogni, l’obesità, la denigrazione fisica, l’alcolismo. Non ne perdo un episodio, è magnifico".

## Episodi
| Stagione         | Episodi | Prima TV USA | Prima TV Italia |
| ---------------- | ------- | ------------ | --------------- |
| Prima stagione   | 10      | 2014-2015    | inedita         |
| Seconda stagione | 20      | 2015-2016    | inedita         |
| Terza stagione   | 20      | 2017-2018    | inedita         |
| Quarta stagione  | 20      | 2019-2020    | inedita         |

## Personaggi e doppiatori

### Personaggi principali
- Mike Tyson, doppiato da sé stesso.

Il protagonista della serie. Nella serie è un pugile in pensione che risolve misteri.
- Piccione, doppiato da Norm MacDonald.

Un sarcastico piccione sessualmente represso. Racconta che la sua ex-moglie lo ha trasformato in un piccione tramite una maledizione.
- Yung Hee Tyson, doppiata da Rachel Ramras.

La figlia adottiva e diciottenne di Mike Tyson.
- Marchese di Queensberry, doppiato da Jim Rash.

### Personaggi ricorrenti
- Deezy, doppiato da Chuck Deezy.
- Bert, doppiato da Hugh Davidson.
- Carol, doppiata da Jill Matson-Sachoff.
- Jillian Davis, doppiata da Cheryl Hines.
- Terry, doppiato da Rhys Darby.
- Maxine, doppiata da Rachael Harris.
- Delvin.
- Harold Feder, doppiato da Kevin Ruf.